# Aeroportul Jinchang Jinchuan
Aeroportul Jinchang Jinchuan (IATA: JIC, ICAO: ZLJC) este un aeroport din Jinchang⁠(d), Gansu, Republica Populară Chineză ce deservește zona Jinchang⁠(d). Aeroportul a fost tranzitat în 2022 de 102.057 de pasageri. A fost deschis în 29 august 2011.
aeroportul dispune de o singură pistă.